# Parantica kukenthali
Parantica kukenthali is een vlinder uit de familie Nymphalidae. De wetenschappelijke naam van de soort is voor het eerst geldig gepubliceerd in 1896 door Arnold Pagenstecher.